# Nicolae Stanciu
Nicolae "Nicușor" Claudiu Stanciu (Cricău, 7 de maio de 1993) é um futebolista profissional romeno que atua como meia, atualmente defende o Damac, da Arábia Saudita.

## Carreira
Nicușor Stanciu fez parte do elenco da Seleção Romena de Futebol da Eurocopa de 2016.

## Títulos

### Clubes
Steaua
- Campeonato Romeno: 2013–14, 2014–15
- Copa da Roménia: 2014–15
- Supercopa da Roménia: 2013
- Copa da Liga da Romênia: 2014–15, 2015–16

Anderlecht
- Campeonato Belga: 2016–17
- Supercopa da Bélgica: 2017